# Bau-Bau (oraș)
Bau-Bau este un oraș din Indonezia.